# Osztopán
Osztopán es un pueblo ubicado en el distrito de Kaposvár, en el condado de Somogy, Hungría.

## Superficie
Posee una superficie de 22,83 kilómetros cuadrados.

## Demografía
Hasta 2019 la población era de 766 habitantes, con una densidad de población de 33,55 habitantes por kilómetro cuadrado.